# 国鉄1180形蒸気機関車
1180形は、かつて日本国有鉄道の前身である鉄道作業局・鉄道院に在籍したタンク式蒸気機関車である。本項では、同形機である1370形についても記述する。

## 1180形

### 概要
元は、高野鉄道が1900年（明治33年）9月にアメリカのボールドウィン・ロコモティブ・ワークスで2両（製造番号18257，18258）を製造した車軸配置0-6-0(C)形、2気筒単式の飽和式タンク機関車である。メーカーにおける種別呼称は、6-22-D。また、高野鉄道が同年1月に購入した製造番号17344（高野鉄道5）も同形である。クラスとしては、ナスミス・ウィルソン製の鉄道院1200形と同等である。
高野鉄道では、製造番号順に6，7と称したが、翌1901年（明治34年）に6は紀和鉄道、7は北海道鉄道に譲渡され、紀和鉄道ではB2形(7)、北海道鉄道ではA1形(1)となった。
紀和鉄道7は、同社の関西鉄道への事業譲渡にともなって86形「隼（はやぶさ）」86に改称された。1906年（明治39年）に制定された鉄道国有法により、関西鉄道、北海道鉄道は両社とも国有化されることになり、1909年（明治42年）に制定された鉄道院の車両形式称号規程では、1180形（1180，1181）に改番された。
廃車は、1180が1913年（大正2年）1月、1181が1916年（大正5年）4月である。本形式は、地方私鉄や産業用に好適な大きさ、性能であったことから2両ともが、民間に払下げられた。
1180は、1913年に養老鉄道に払下げられて同社の6となったが、1921年（大正11年）から1924年（大正13年）にかけて常総鉄道に貸し出され、その後の1925年（大正14年）6月に防石鉄道に譲渡された。同社での番号は6で、1937年（昭和12年）7月に廃車となったが、さらに浅野製鉄（後の日本鋼管鶴見製鋼所）に譲渡されて15となり、1955年（昭和30年）まで使用された。
1181は、1916年4月に日本製鋼所（輪西）に譲渡され5となったが、1918年（大正7年）に北海道炭礦汽船川端専用鉄道、1926年9月に北海道炭礦汽船継立専用鉄道、1940年（昭和15年）1月に北海道炭礦汽船真谷地炭鉱専用鉄道を転々とし、1951年（昭和31年）4月に廃車となった。
高野鉄道に残った5は、南海鉄道を経て、1925年に庄川水力電気に譲渡されて2となり、小牧ダムの建設用に使用された。

### 主要諸元
- 全長 : 8,814mm
- 全高 : 3,708mm
- 軌間 : 1,067mm
- 車軸配置 : 0-6-0(C)
- 動輪直径 : 914mm
- 弁装置 : スチーブンソン式アメリカ型
- シリンダー（直径×行程） : 356mm×457mm
- ボイラー圧力 : 12.0kg/cm2
- 火格子面積 : 0.92m2
- 全伝熱面積 : 53.6m2
  - 煙管蒸発伝熱面積 : 47.1m2
  - 火室蒸発伝熱面積 : 6.5m2
- 小煙管（直径×長サ×数） : 41.3×2,514mm×124本
- 機関車運転整備重量 : 26.30t
- 機関車動輪上重量（運転整備時） : 26.30t
- 機関車動輪軸重（各軸均等） : 8.77t
- 水タンク容量 : 3.44m3
- 燃料積載量 : 1.05t
- 機関車性能
  - シリンダ引張力（0.85P）：5,660kg
- ブレーキ装置 : 手ブレーキ、蒸気ブレーキ

## 1370形

### 概要
本形式は、1902年（明治35年）12月に紀和鉄道が独自に増備した7の同形機である。同じくボールドウィン製で製造番号は21374、紀和鉄道ではB2形(8)と称した。1180形とは動輪径が異なるのみであるが、これは製造時からではなく紀和鉄道時代に改造を実施したものである。これにより動輪径は914mm（3フィート）から1067mm（3フィート6インチ）となり、形式称号はB3形（番号不変）と改められた。
1180形と同じく、関西鉄道への営業譲渡にともない、同社の87形「鵯（ひよどり）」87と改称された。国有化後に実施された改番では、1370形(1370)に改められた。廃車は1914年（大正3年）で、小倉鉄道の開業用として払い下げられ、同社のC1形(1)となった。
小倉鉄道では、鉄道省小倉工場で1934年（昭和9年）9月に軸重の軽減のため運転室下に従輪を追加する改造を行い、車軸配置を0-6-2(C1)に変更した。追加された従台車はビッセル式で、ちょうど同時期に廃車となった3321のものを流用したらしい。
その後、1943年（昭和18年）に小倉鉄道が戦時買収により国有化され、本形式も国有鉄道に復籍して1370形(1370)に戻ったが、車軸配置の変更は考慮されなかったことになる。復籍後は、東小倉や門司で入換用となったが、1948年（昭和23年）1月に廃車された。

### 主要諸元
車軸配置改造後の諸元を示す。
- 全長 : 8,877mm
- 全高 : 3,708mm
- 軌間 : 1,067mm
- 車軸配置 : 0-6-2(C1)
- 動輪直径 : 848mm（この数値には疑問があり、おそらくは1067mm）
- 弁装置 : スチーブンソン式アメリカ型
- シリンダー（直径×行程） : 356mm×457mm
- ボイラー圧力 : 10.0kg/cm2
- 火格子面積 : 0.92m2
- 全伝熱面積 : 53.0m2
  - 煙管蒸発伝熱面積 : 46.6m2
  - 火室蒸発伝熱面積 : 6.42m2
- 小煙管（直径×長サ×数） : 41.3×2,515mm×124本
- 機関車運転整備重量 : 28.24t
- 機関車空車重量 : 21.43t
- 機関車動輪上重量（運転整備時） : 24.22t
- 機関車動輪軸重（第3動輪） : 8.22t
- 水タンク容量 : 3.4m3
- 燃料積載量 : 1.10t
- 機関車性能
  - シリンダ引張力（0.85P） : 5,540kg
- ブレーキ装置 : 手ブレーキ、蒸気ブレーキ